# Clapham (North Yorkshire)
Clapham – wieś w Anglii, w hrabstwie North Yorkshire, w dystrykcie (unitary authority) North Yorkshire. Leży 88 km na zachód od miasta York i 328 km na północny zachód od Londynu. Clapham jest wspomniana w Domesday Book (1086) jako Clapeham.